# Avigdor Lieberman

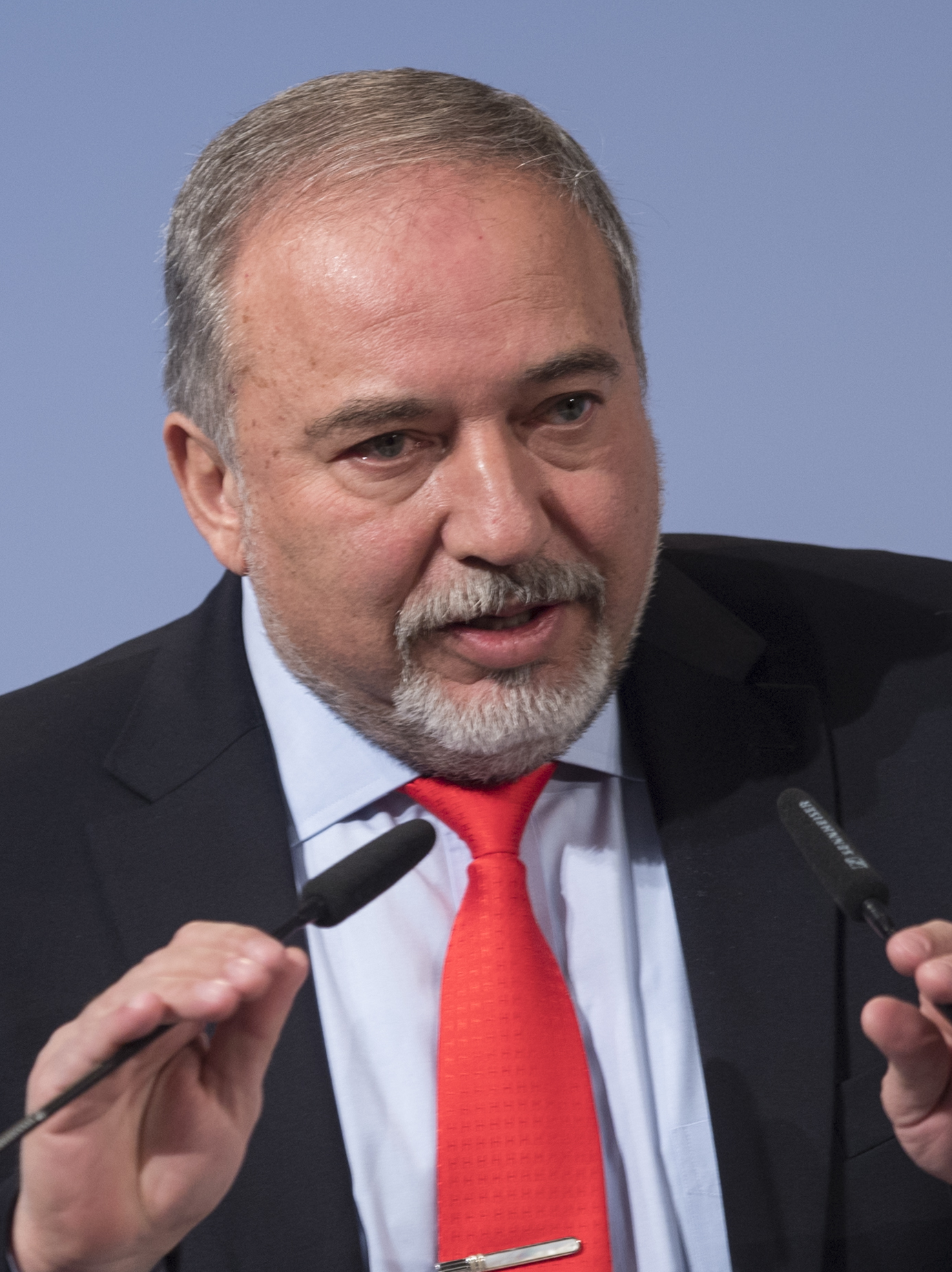
Lieberman (2017)

Avigdor Lieberman (hebräisch אביגדור ליברמן Avigdor Lieberman; geboren am 5. Juli 1958 in Chișinău, Moldauische SSR, UdSSR, offizielle Schreibweise in der Sowjetunion: Эве́т Льво́вич Ли́берман, Ewet Lwowitsch Liberman) ist ein israelischer Politiker und Vorsitzender der nationalistischen Partei Jisra’el Beitenu. Der Knesset gehört er (mit Unterbrechungen) seit 1999 an, nach verschiedenen Kabinettsposten war er von 2009 bis 2012 und von 2013 bis 2015 Außenminister. Von Mai 2016 bis November 2018 war er Verteidigungsminister im Kabinett Benjamin Netanjahu IV. Von 2021 bis 29. Dezember 2022 war er Finanzminister im Kabinett Bennett-Lapid.

## Leben
Ewet Lieberman wurde 1958 in Chișinău (deutsch Kischinau) geboren. 1978 wanderte er nach Israel ein und änderte seinen Vornamen zu Avigdor. Nach seinem Dienst in der israelischen Armee studierte er an der Hebräischen Universität Jerusalem Politikwissenschaft.
Heute lebt er in der jüdischen Siedlung Nokdim im Westjordanland, auch, um seine Sympathie mit der israelischen Siedlungspolitik auszudrücken. Er erklärte jedoch, dass er im Falle eines Friedensabkommens bereit wäre, aus der Siedlung wegzuziehen. Lieberman ist verheiratet und hat drei Kinder.

## Politische Laufbahn

### Anfänge
Lieberman war während seiner Studienzeit in Israel in der rechten, Likud-nahen Studentengruppe Kastel aktiv. Dort soll er sich an gewaltsamen Auseinandersetzungen zwischen Juden und Arabern beteiligt haben, die damals regelmäßig an der Hebräischen Universität stattfanden. Ehemalige Zimmergenossen sollen gar von „Araber-Jagd“ mit Fahrradkette und Stacheldraht berichtet haben. Liebermann war außerdem Saalordner und Türsteher der Studentenorganisation.
Nach Aussage der beiden langjährigen Kach-Aktivisten Yossi Dayan und Avigdor Eskin war Lieberman 1979 für einige Monate Mitglied der später verbotenen rechtsextremistischen Kach-Partei. Eskin erklärte außerdem, er habe Lieberman mehrere Male im Büro des Kach-Gründers Meir Kahane gesehen.
Von 1993 bis 1996 war Lieberman Generalsekretär des Likuds. Später wurde er zum Büroleiter von Ministerpräsident Netanjahu ernannt, der damals erstmals Ministerpräsident war und zu Lieberman ein enges Verhältnis pflegte. 1997 verließ er den Likud.

### Jisra’el Beitenu und Regierungsbeteiligungen
1999 gründete er die Partei Jisra’el Beitenu (Israel, unser Zuhause) – die Partei der russischen Einwanderer – und ist seit diesem Zeitpunkt gleichzeitig deren Vorsitzender. Bei der Parlamentswahl in Israel 1999 gewann die Partei 4 Sitze; Liebermann wurde Abgeordneter in der Knesset. In Ariel Scharons erster Regierung war er bis März 2002 Minister für nationale Infrastruktur. In Scharons zweiter Regierung war Liebermann Verkehrsminister, bis er 2004 als Minister entlassen wurde, da er den israelischen Abzug aus dem Gazastreifen ablehnte.
Seine Partei gewann bei der Knessetwahl 2006 elf Sitze und wurde damit fünftstärkste Partei. Im Zusammenhang mit dem durch den israelischen Einmarsch in den Libanon am 12. Juli 2006 ausgelösten Libanonkrieg wurden Gerüchte laut, dass Avigdor Lieberman als „Hardliner“ wieder in eine Art „Notstandsregierung“ berufen werden könnte – wie auch Netanjahu, der zu diesem Zeitpunkt Vorsitzender des Likud-Blocks und Oppositionsführer war. Ehud Olmerts Mehrheit in der Knesset war nach dem Libanonkrieg äußerst dünn, weswegen er den Kontakt zu Jisra’el Beitenu suchte und mit Abgeordneten dieser Partei offen über eine Regierungsbeteiligung verhandelte. Avigdor Lieberman sollte dabei einen Ministerposten erhalten. Olmert entschied sich für die Zusammenarbeit mit der Jisra’el Beitenu und ernannte am 30. Oktober 2006 Lieberman zum Minister für strategische Aufklärung. Die Knesset bestätigte Olmerts Entschluss am 30. Oktober 2006. Die Partei Jisra’el Beitenu von Avigdor Lieberman wurde in die Koalition Ehud Olmerts aufgenommen. Außerdem wurde Avigdor Liebermans Ernennung zum Minister für strategische Aufklärung und zum stellvertretenden Ministerpräsidenten durch 22 (von 26) Ministern gebilligt. Lieberman gab das Amt am 18. Januar 2008 auf, laut eigener Aussage aus Protest gegen die Friedensverhandlungen in Annapolis.

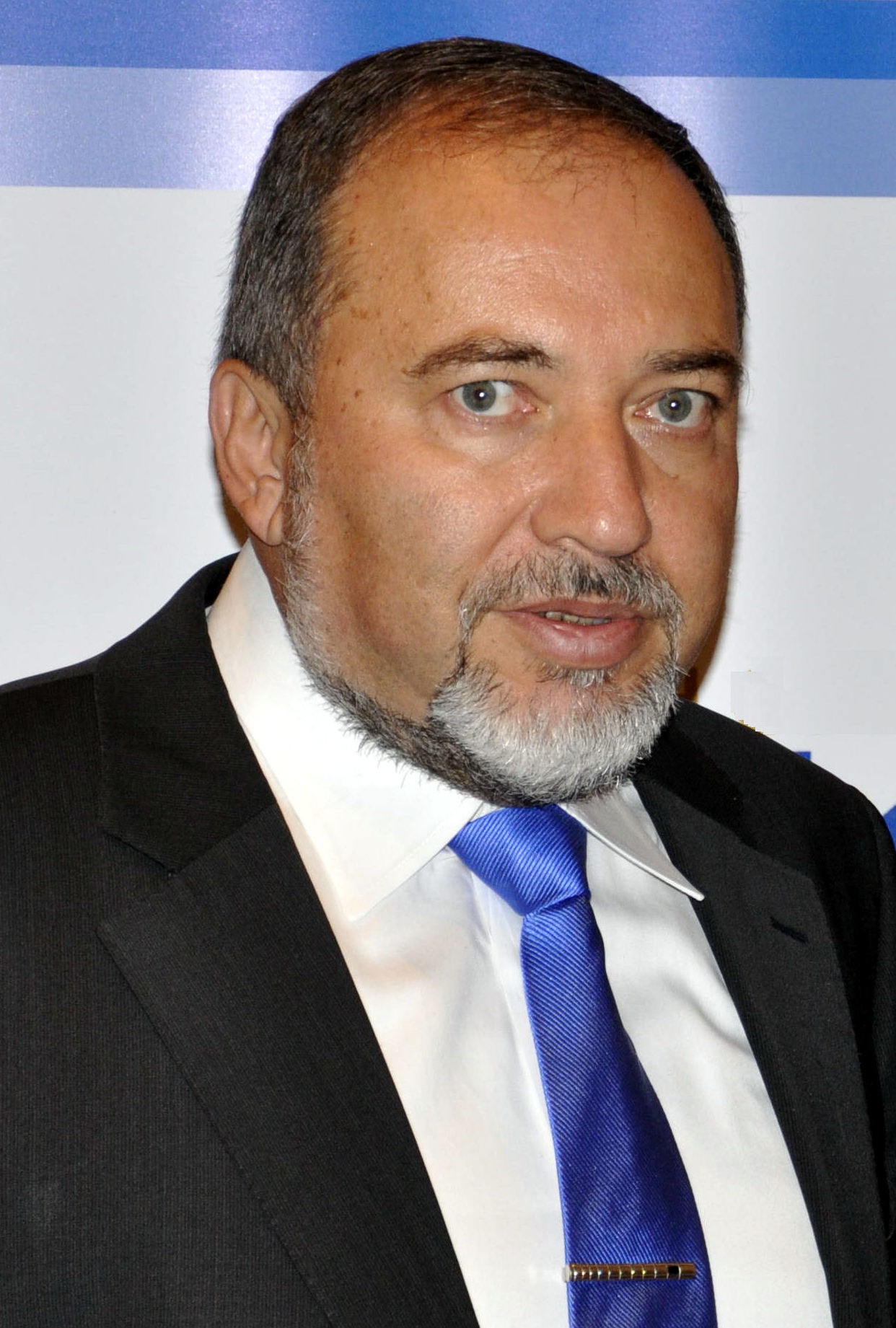
Avigdor Lieberman (2011)

Bei der israelischen Parlamentswahl 2009 konnte seine Partei das Ergebnis auf 11,7 % (15 Sitze) verbessern und wurde damit drittstärkste Kraft in der Knesset. Nach den Wahlen wurde Lieberman von Benjamin Netanjahu am 31. März 2009 zum neuen Außenminister ernannt. In den Medien wurde die Entscheidung kritisch kommentiert und auf mögliche Belastungen in den internationalen Beziehungen durch die Nominierung Liebermans hingewiesen.
Lieberman trat am 14. Dezember 2012 vom Amt des Außenministers und des stellvertretenden Regierungschefs zurück. Einen Tag zuvor war er wegen Amtsmissbrauchs in betrügerischer Absicht angeklagt worden. Ein Ermittlungsverfahren wegen schwerwiegenderer Korruptionsvorwürfe wurde dagegen eingestellt. Lieberman wurde vorgeworfen, den israelischen Botschafter in Belarus, Zeev Ben-Arie, gefördert zu haben, der ihm im Jahr 2008 vertrauliche Informationen über eine israelische Anfrage in Minsk gegen ihn hatte zukommen lassen. Nach Ernennung Liebermans zum Außenminister habe Ben-Arie den von ihm gewünschten Botschafterposten in Lettland erhalten. Ben-Arie war im Oktober 2012 wegen der Weitergabe vertraulicher Informationen zu vier Monaten gemeinnütziger Arbeit verurteilt worden. Lieberman gab bei seinem Rücktritt an, sich keiner begangenen Straftat bewusst zu sein. Ministerpräsident Netanjahu übernahm nach Liebermans Rücktritt auch das Amt des Außenministers.
Ende Dezember 2012, zwei Wochen nach seinem Rücktritt, erhob die Staatsanwaltschaft Anklage gegen Lieberman wegen Betrugs und Vertrauensbruchs. Ungeachtet dessen kandidierte er zur Parlamentswahl am 22. Januar 2013 und wurde in die Knesset gewählt. Am 6. November 2013 sprach ihn ein Gericht in Jerusalem von allen Vorwürfen frei. Am 11. November 2013 wurde Lieberman wieder zum Außenminister ernannt. Nach der Parlamentswahl am 17. März 2015 trat Lieberman am 4. Mai 2015 aus der Regierungskoalition aus und als Außenminister zurück.
Am 25. Mai 2016 wurde er von Ministerpräsident Netanjahu zum Verteidigungsminister ernannt.

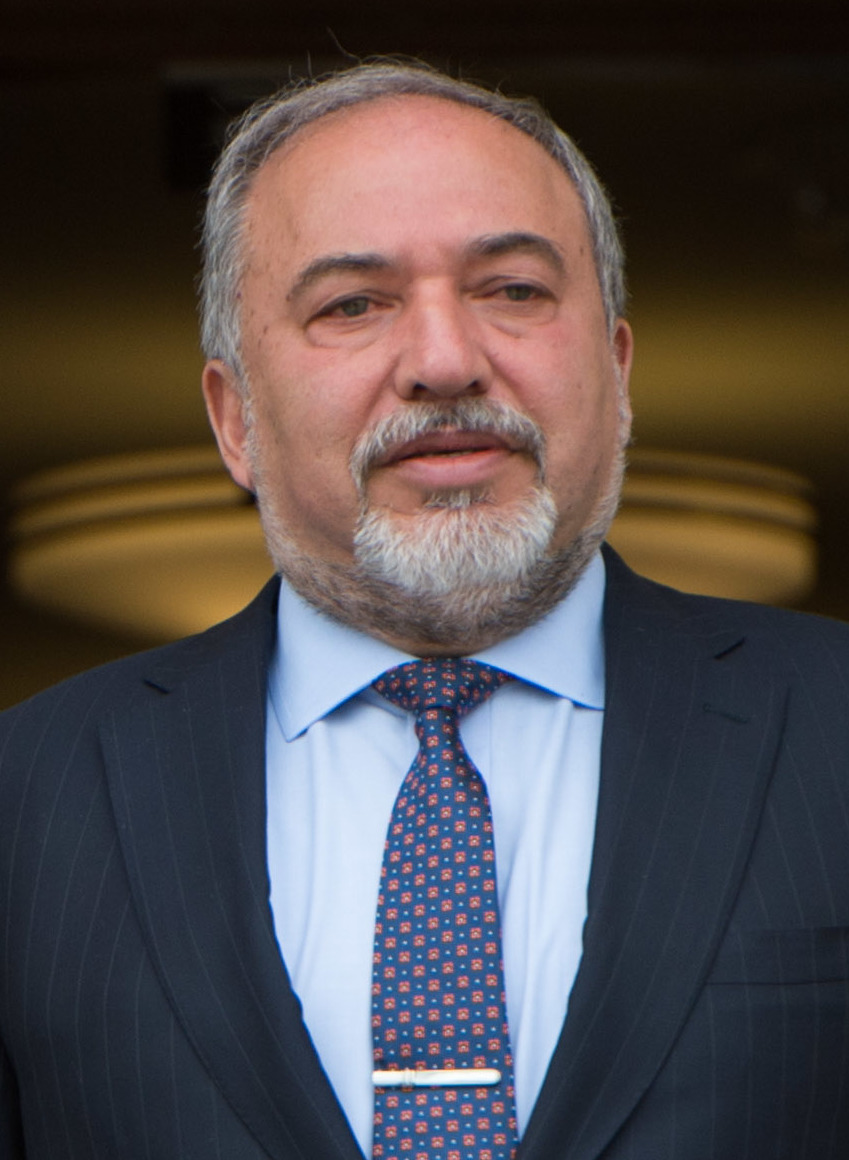
Avigdor Lieberman (2017)

Im November 2018 kündigte Lieberman überraschend seinen Rücktritt an. Er protestierte damit gegen die Zustimmung der israelischen Regierung zu einer Waffenruhe mit der Hamas, die diese nach massivem gegenseitigen Beschuss am 13. November 2018 angeboten hatte. Lieberman bewertete die Zustimmung als eine „Kapitulation vor dem Terror“ und rief die anderen Fraktionen innerhalb der Regierung dazu auf, möglichst rasch Neuwahlen abzuhalten.
Am 13. Juni 2021 wurde er als Minister für Finanzen in das Kabinett der 36. Israelischen Regierung berufen.

## Politische Ziele
Lieberman bekennt sich zu einer Zweistaatenlösung mit den Palästinensern im Sinne von „zwei Staaten für zwei Völker“.
Mit dem vorliegenden Modell habe er ein großes Problem. Dieses sehe einen homogenen Staat für die Palästinenser vor, ohne einen einzigen Juden. Auf der anderen Seite solle Israel ein binationaler Staat mit einem Anteil von 20 Prozent arabischer Bevölkerung werden. Er sei deshalb dafür, Land und auch Bevölkerungen auszutauschen, sagte Lieberman. Ein homogener Palästinenserstaat und ein heterogenes Israel ergäben keinen Sinn.
Lieberman nennt die israelischen Araber (Palästinenser mit israelischer Staatsbürgerschaft) eine „Fünfte Kolonne“. Er und seine Partei fordern ihren Transfer. Liebermans Plan sieht vor, zehntausenden israelischen Arabern die Staatsbürgerschaft zu entziehen und sie „mit den Arabern im Westjordanland wieder zu vereinigen“. Die übrigen israelischen Araber sollen einem Loyalitätstest unterzogen werden, um zu entscheiden, ob sie in Israel bleiben dürfen. Israelische Siedlungen im Westjordanland sollen annektiert werden, kleinere arabisch besiedelte Gebiete in Israel könnten an das Westjordanland abgetreten werden.
Lieberman tritt als „starker Mann“ auf und fordert die Einführung eines Präsidialsystems anstelle der bestehenden parlamentarischen Demokratie in Israel.
Anlässlich des Besuches von US-Außenministerin Condoleezza Rice in Israel im Januar 2007 sprach er sich für die Stationierung von 30.000 NATO-Soldaten im palästinensischen Gaza-Streifen aus. Diese sollten nach einem „unausweichlichen Militärschlag Israels“ in dem Küstengebiet die Wiederbewaffnung palästinensischer Extremisten verhindern, sagte eine Sprecherin des mittlerweile für strategische Fragen zuständigen Ministers Lieberman. Ein Militärschlag im Gazastreifen sei nötig, um den palästinensischen Waffenschmuggel aus Ägypten zu unterbinden und den Beschuss Südisraels durch Raketen zu stoppen. Gleich bei seiner Amtsübernahme im November 2006 hatte Lieberman gefordert, Teile des 2005 von Israel geräumten Gazastreifens wieder zu besetzen.
2009 erklärte Lieberman in seiner Antrittsrede als Außenminister den Annapolis-Friedensprozess, eine von der US-Regierung initiierte Nahost-Konferenz, für beendet. Verhandlungen mit den Palästinensern könne es erst dann geben, wenn sie alle Auflagen des Nahost-Friedensplanes (Roadmap) von 2003 erfüllt hätten. Zugleich schloss Lieberman einen Rückzug von den syrischen Golanhöhen aus, die seit 1967 von Israel besetzt sind.
Während des Gazakrieges 2014 forderte Liebermann als israelischer Außenminister eine Wiedereroberung des 2005 von Israel ohne Gegenleistung geräumten Gazastreifens, um den anhaltenden Beschuss der israelischen Zivilbevölkerung mit Boden-Boden-Raketen von dort nachhaltig zu unterbinden. Er votierte im Sicherheitskabinett gegen eine zweite Waffenruhe mit Hamas, wurde jedoch überstimmt. Diese zweite Waffenruhe wurde von palästinensischer Seite genauso wie die erste gebrochen.
Liebermann forderte ebenfalls eine erweiterte Anerkennung der Rentenansprüche für Einwanderer aus der früheren Sowjetunion.
Im Dezember 2017 forderte Liebermann einen Boykott israelischer Ortschaften, die zuvor gegen die geplante Verlegung der US-Botschaft nach Jerusalem protestiert hatten. „Ich rufe die Bürger des Staates Israel dazu auf, dort nicht mehr einzukaufen, keine Dienstleistungen mehr in Anspruch zu nehmen – Wadi Ara einfach zu boykottieren. Wir müssen ihnen das Gefühl geben, dass sie hier nicht willkommen sind“, sagte Lieberman einem Armeesender.
Im Mai 2018 kündigte Lieberman den forcierten Bau von Wohnungen in jüdischen Siedlungen an. Die israelische Regierung werde die Besiedlung von Judäa und Samaria, die offizielle hebräische Bezeichnung für das Westjordanland, „mit Taten“ vorantreiben.

## Kontroversen
2001 gestand Lieberman, einem zwölfjährigen Jungen, der seinen Sohn angegriffen hatte, ins Gesicht geschlagen zu haben. Der Vorfall ereignete sich 1999 in der israelischen Siedlung Nokdim. Nachdem sein Sohn ihm von dem Angriff erzählt hatte, spürte Lieberman dem Jungen auf und schlug ihn zu Boden. Anschließend zerrte er den Jungen zu seinem Elternhaus in Tekoa und drohte damit, ihn wieder zu attackieren, würde der Junge zurück nach Nokdim kommen. Er wurde wegen tätlichen Angriffs und Drohung schuldig gesprochen.
2002 forderte Lieberman die israelische Armee dazu auf, in Gaza „keinen Stein auf dem anderen zu lassen“ und auch zivile Ziele wie Geschäfte, Banken und Tankstellen „dem Erdboden gleichzumachen“.
2003 schlug Lieberman als Verkehrsminister in der Knesset vor, freigelassene palästinensische Gefangene mit Bussen an einen Ort zu bringen, „von dem aus sie nicht zurückkehren“. Anderen Quellen zufolge soll er vorgeschlagen haben, die Gefangenen im Toten Meer zu ertränken.
2006 forderte Lieberman in der Knesset, Abgeordnete, die mit der Hamas zusammenarbeiten, als Landesverräter vor Gericht zu stellen und hinzurichten.
In einem Haaretz-Kommentar von 2006 wird Lieberman als Nachfolger von Meir Kahane, Rehavam Ze'evi, Jisra’el Beitenu und der Siedler-Fraktion in der Knesset bezeichnet. Diese würden alle eine rassistische Politik befürworten, sei es ausdrücklich (Transfer) oder implizit (Israels Recht auf die Gebiete). Akiva Eldar kommentierte 2006 in der Haaretz, dass ein Vergleich Liebermanns mit Jörg Haider ungerecht sei – und zwar für den FPÖ-Politiker.
Am 19. Januar 2007 bezeichnete er Amir Peretz, den israelischen Verteidigungsminister und Vorsitzenden der Arbeitspartei, nach dessen Rede vor dem Awoda-Zentralkomitee im israelischen Radio als „dumm“ und als „Rassisten“, weil dieser die Berufung von Ghalib Mudschadala zum ersten arabischen Minister in Israel vorantreibe und dies als Antwort auf „Liebermans Rassismus“ bezeichnet habe. Diesen Kommentar machte er einem Haaretz-Bericht zufolge, bevor Mudschadalas Kandidatur als Wissenschafts-, Kultur- und Sportminister vom Zentralkomitee der Arbeitspartei angenommen wurde.
Im Mai 2012 nannte der österreichische Verteidigungsminister Norbert Darabos in einem Interview mit der Zeitung Presse am Sonntag Lieberman „unerträglich“. Das österreichische Außenministerium distanzierte sich von dieser Aussage.
Im Zusammenhang mit dem Wahlkampf 2015 äußerte Liebermann in Bezug auf arabische Israelis, die dem Staat Israel gegenüber nicht loyal sind: „Bei denen, die gegen uns sind, kann man nichts machen, wir müssen eine Axt nehmen und ihnen den Kopf abhacken. Andernfalls überleben wir hier nicht.“ Daraufhin warf ihm der arabische Knesset-Abgeordnete Ahmad Tibi gedankliche Nähe zu den Terroristen des IS vor.
2016 sprach sich Lieberman für die Todesstrafe „gegen antiisraelische Attentäter“ aus und forderte für den Gazastreifen ein Vorgehen wie Russland in Tschetschenien. Mit der Hamas solle Israel „wie die USA mit den Japanern im Zweiten Weltkrieg“ verfahren.
Im Juli 2016 verglich er den palästinensischen Dichter Mahmud Darwisch mit dem aus Österreich eingebürgerten deutschen Hauptkriegsverbrecher und Diktator Adolf Hitler. Allerdings war der Vergleich indirekt: Lieberman verglich nicht Darwish als Person mit Hitler, sondern die Ausstrahlung seines Gedichts mit der hypothetischen Verbreitung von Mein Kampf. Der Vergleich war dennoch provokativ und wurde als Hetze gegen palästinensische Kultur wahrgenommen. Solche Rhetorik ist typisch für Liebermans polarisierenden Stil, der darauf abzielt, seine säkulare, rechtsnationalistische Basis (vor allem russischstämmige Israelis) zu mobilisieren.
Im April 2018 sagte er als Kommentar auf israelische Repression gegen Demonstranten im Gazastreifen: „Es gibt keine Unschuldigen in Gaza.“ Er gab an, dies sei so, weil „alle ihren Lohn von Hamas beziehen“ würden.
Im Oktober 2019 sagte Lieberman in einem Radio-Interview: „Es ist klar, dass die Vereinte Liste eine fünfte Kolonne ist, nicht in Anführungszeichen, sondern ganz wörtlich.“ Bereits 2017 hatte Lieberman erklärt, die von der Vereinten Liste in der Knesset vertretene israelisch-arabische politische Führung sei „eine Fünfte Kolonne geworden“ und fungiere als „hochrangige Vertretung terroristischer Organisationen in der Knesset“.